# Ed Hart
Ed Hart (Paramaribo, 28 november 1936 - Amsterdam, 1 maart 2025) was een Surinaams kunstenaar, werkend in Nederland. Ed Hart is de artiestennaam voor Eduard (Eddy) Goedhart.
Ed Hart was een autodidact. Zijn schilderstijl is verwant aan de naïef-onbedorven stijl van een Henri Rousseau. Hart schilderde landschappen, en dan vooral het Surinaamse bos met zijn weelderige vegetatie en vurige bloemen (met name de paloeloe), en de savanne van Suriname in wit-groene contrasten, maar Hart schilderde ook stadstaferelen (de houten koloniale huizen van Paramaribo en hun bewoners). In de jaren ’70 maakte hij een reeks olieverfschilderijen met winti-taferelen. Hart bereikte in zijn werk een hoge mate van detaillering en de optelsom van details en een bijna sensuele manier van op-het-doek-zetten tilt zijn schilderijen uit boven een realistische manier van weergeven.
Ed Hart schreef ook een klein aantal gedichten, die verschenen in de bloemlezingen Geluiden/Opo sten (1984) en Spiegel van de Surinaamse poëzie (1995) en het tijdschrift Sukutaki. Een verhaal van zijn hand verscheen in de bloemlezing Hoor die tori! (1990). Hij vertaalde ook poëzie van Michael Slory.

## Over Ed Hart
- Emile Meijer, Farawe; acht kunstenaars van Surinaamse oorsprong. Heusden: Aldus, 1985, pp. 25-31.